# 佩恩堡 (阿拉巴马州)
佩恩堡（英文：Fort Payne），是美国阿拉巴马州下属的一座城市。面积约为55.49平方英里（约合143.7平方公里）。根据2010年美国人口普查，该市有人口14,012人，人口密度为252.53/平方英里（约合97.51/平方公里）。